# Forest View
Forest View – wieś w Stanach Zjednoczonych, w stanie Illinois, w hrabstwie Cook. Zgodnie z danymi z 1 kwietnia 2020 roku, wioskę zamieszkuje 792 mieszkańców.